# Radykalizm
Radykalizm (z łac. radix – korzeń) – sposób myślenia lub postępowania, odznaczający się bezkompromisowością pod względem głoszonych poglądów, przyjmowanych celów i doborze środków działania.